# Elizabeth Whitley
Elizabeth Whitley Le Prince, também conhecida pelo apelido de Lizzie, foi a esposa de Louis Le Prince, um dos pais do cinema.
Lizzie era uma artista talentosa e, juntamente com o marido, iniciou uma escola de arte aplicada, a Leeds Technical School of Art, em 1871.

## Casamento e vida com Le Prince
Ela estudou com o famoso artista francês Carrier-Belleuse em uma cerâmica de Sèvres, França, e em 1869 casou-se com Louis Aimé Augustin Le Prince, outro estudante da mesma cerâmica. Louis tinha sido instruído por Louis Daguerre, inventor do daguerreótipo, e especializado em aplicação de técnicas fotográficas para cerâmica e latão.
O casal retornou para a Inglaterra, onde Louis começou a trabalhar para o negócio de fundição de bronze da família Whitley. O casamento era uma verdadeira parceria. Ambos juntaram-se a Sociedade Filosófica e Literária de Leeds. Juntos, eles fundaram a Leeds Technical School of Art a partir de sua casa em Park Square, oferecendo treinamento em materiais que eram, literalmente, os novos meios de comunicação de sua época. Lizzie registrou que em Park Square Louis começou a experimentar com "fotografias em movimento" e os melhores materiais para filmes.
Em 1881, o casal mudou-se para Nova York, onde Lizzie ensinou arte no Instituto para Surdos. Louis disse ter projetado suas primeiras imagens em movimento nas paredes do prédio. Lizzie é descrita como "um excelente companheira". Em outubro de 1888, de volta ao jardim dos pais de Lizzie em Roundhay, Leeds, foi gravado o filme mais antigo ainda sobrevivente do mundo. A data é precisa, pois as imagens mostram a mãe de Lizzie, que morreu poucas semanas depois.
Em 1890, os Le Prince estavam prontos para ir a público com a invenção, bem à frente de rivais como os irmãos Lumière e o americano Thomas Edison. Lizzie tinha por esta altura fundado a New York Society of Ceramic Arts e realizava reuniões regulares na Mansão Jumel de Manhattan. Ajudado por seu filho Adolph, ela começou a se preparar para uma apresentação pública em Nova York. Deveria ter sido a grande ocasião para assegurar o lugar de Louis na história como o inventor do cinema.
Mas Louis nunca chegou em Nova York. Ele foi visto pela última vez em Dijon, ao embarcar em um trem para Paris. Rumores rondam o seu desaparecimento e Lizzie suspeita de um crime. Ela acreditava que concorrentes, incluindo o próprio Edison, queriam o marido fora do caminho.
Lizzie Le Prince passou as décadas seguintes na América tentando provar a reivindicação de Louis para ser o inventor do cinema. Sua tragédia foi agravada com a morte inexplicável de Adolphe, em 1901, pouco antes de um juiz entregar um veredito em favor Edison na questão da patente sobre as imagens em movimento que a família Le Prince havia contestado.
Uma série de artigos têm procurado postumamente restaurar Le Prince para seu lugar de direito na história do cinema. Uma de suas câmeras está no National Media Museum em Bradford, e Leeds não tem uma, mas duas placas azuis comemorando seu feito. "Roundhay Garden Scene" é listado no Guinness Book of Records e pode ser visto no Youtube. Sarah e Joseph Whitley são os mais antigos atores a serem creditados no Internet Movie Database.